# John James Cawdell Irving
John James Cawdell Irving (* 22. Januar 1898 in Oxford; † 1967) war ein britischer Marineoffizier und Autor.

## Leben
Irving diente sowohl im Ersten als auch im Zweiten Weltkrieg. Er war Offizier der Royal Navy, zuletzt im Rang eines Lieutenant Commander (entspricht dem deutschen Dienstgrad Korvettenkapitän). Mit seiner Ehefrau, der Illustratorin Beryl Irene Newington, hatte er vier Kinder, darunter den Holocaustleugner David Irving.

## Autor
Irving veröffentlichte etliche Bücher über die englische Marine und den Ersten Weltkrieg. Diese behandelten sowohl u. a. Seemannsbräuche als auch historische Themen. Sein Buch über die Schlacht bei Coronel wurde auch ins Deutsche übersetzt.

## Schriften (Auswahl)
- Coronel und Falkland. Der Kreuzerkrieg auf den Ozeanen. K. F. Koehler, Leipzig 1928, OCLC 45908437.
- The Navigation of Small Yachts. Arnold, London 1934, OCLC 3125952.
- The King’s Britannia. The Story of a Great Ship. Seeley, Service & Co., London 1936; Lippincott, Philadelphia 1937, OCLC 1043889095.
- The Yachtsman’s Week-end Book. Seeley, Service & Co., London 1938, OCLC 59024355.
- Naval Life and Customs. Tradition, Lore and Language of the Royal Navy. Sherratt & Hughes, Altrincham 1945, OCLC 60104659.
- Royal Navalese. A Glossary of Forecastle and Quarterdeck Words and Phrases. Arnold, London 1946, OCLC 04945494.
- The Smoke Screen of Jutland. Kimber, London 1966; McKay, New York 1967, OCLC 633914700.[5]
- (Bearb.): Joseph Tom Burgess: Die praktische Knoten-Fibel. Knoten, schlingen, spleissen. BLV-Verlag, München [u. a.] 1981, ISBN 3-405-12073-X (7. Aufl. 1996).